# Ana Guerra
Ana Alicia Guerra Morales (San Cristóbal de La Laguna, Tenerife, 18 de fevereiro de 1994), conhecida como Ana Guerra, é uma cantora espanhola e compositora que se tornou conhecida por seu envolvimento no Operación Triunfo 2017.

## Biografia
Ela foi indicada para representar a Espanha no Festival Eurovisão da Canção 2018, com duas músicas, «El remedio», e um tema em dueto com concorrente também Aitana Ocaña intitulado «Lo malo». Finalmente, ambos os cantores não foram selecionados para representar o país no concurso europeu. O single «Lo malo», que ficou em terceiro lugar com 26%, alcançou o número 1 nas paradas musicais espanholas e ganhou cinco discos de platina com 180.000 compras digitais.
Após sua saída do OT 2017, Ana Guerra publicou sua canção «Ni la hora», em plataformas digitais, que foi co-patrocinada por Juan Magán. Em sua primeira semana de lançamento, ficou em primeiro lugar na lista oficial de vendas espanhola e certificando-se como o quinto disco de platina a ultrapassar 40.000 vendas, sendo ouvido em mais de 17 países da Europa e da América Latina. Seu single «Bajito» é também um disco de ouro. O jornal digital El Español considera um dos mais bem sucedidos concorrentes da Operación Triunfo. Em 2018, ela se tornou a segunda artista feminina espanhola na história a ter duas músicas com mais de 30 milhões de streams no Spotify Espanha. Ana Guerra cita Juan Luis Guerra, Michael Bublé e Luis Miguel como suas influências artísticas.
Entre setembro de 2019 e janeiro de 2020, Ana Guerra percorreu 16 cidades da Espanha com seu companheiro do OT 2017 Luis Cepeda na turnê «ImaginBank».
Até dezembro de 2019, Ana Guerra tinha nove discos de platina e dois discos de ouro. Mais de 90.000 seguidores através de suas redes sociais e com mais de 85 milhões de visualizações no canal do YouTube. Por outro lado, seu álbum solo, «Reflexión», ultrapassou 100 milhões de visualizações. Também durante esse ano, Ana Guerra dividiu o palco com grandes estrelas da música em idioma espanhol, como Alejandro Sanz e Juan Luis Guerra.
Ana Guerra apresentou juntamente com o apresentador Roberto Herrera, os sinos do ano novo 2020-2021 de Santa Cruz de Tenerife para toda a Espanha. O evento foi seguido por 4.734.000 espectadores com uma participação de público de 27,2%.

## Televisão
- Menudas estrellas (2002)
- Veo veo (2002)
- Operación Triunfo (2017-2018)
- 99 lugares donde pasar miedo (2019)

## Discografia

### Discos
- 2019: «Reflexión»
- 2021: «La luz del martes»
- 2023: «Érase una vez»
- 2024: «Sin final»

### Simples
- 2018: «Lo malo» (ft. Aitana)
- 2018: «Ni la hora» (ft. Juan Magán)
- 2018: «Bajito»
- 2019: «Sayonara» (ft. Mike Bahía)
- 2019: «Culpable o no» (ft. Luis Cepeda)
- 2020: «Tarde O Temprano»
- 2020: «Listo va» (ft. Lérica)
- 2021: «Tik-Tak»
- 2023: «Si me quisieras»
- 2023: «Tiempo de Descuento»
- 2024 «Contar Mentiras»
- 2024: «Canción de luto» (ft. Coti)
- 2025: «La llama»

### Colaborações
- 2018: «Camina» (ft. Aitana Ocaña, Alfred García, Amaia Romero e Miriam Rodríguez)
- 2018: «Fugitiva» (ajuste de cabeçalho da série Fugitiva)
- 2018: «El mundo entero» (ft. Agoney Hernández, Aitana, Lola Índigo, Mimi Doblas, Raoul Vázquez e Maikel Delacalle)
- 2019: «Desde que te vi» (ft. David Bustamante)
- 2019: «El Viajero (Remix)» (ft. Nabález e Yera)
- 2019: «Acepto Milagros» (ft. Tiziano Ferro)
- 2020: «Robarte el Corazón» (ft. Bombai)
- 2020: «Dos segundos» (ft. Huecco)
- 2020: «Los amigos no se besan en la boca» (ft. Lasso)
- 2020: «¡Contigo siempre es Navidad!» (ft. Raphael, Bely Basarte, María Parrado, Luis Cepeda, Antonio José e Miriam Rodríguez)
- 2021: «Peter Pan» (ft. David Otero)
- 2022: «Voy a pensar en ti» (ft. Fran Perea)

### Simples promocional
- 2018: «El remedio»
- 2018: «Olvídame»